# La Trinidad, Zacualpan
La Trinidad är en ort i Mexiko.   Den ligger i kommunen Zacualpan och delstaten Mexiko, i den södra delen av landet, 120 km sydväst om huvudstaden Mexico City. La Trinidad ligger 1 532 meter över havet och antalet invånare är 144.
Terrängen runt La Trinidad är kuperad åt nordväst, men åt sydost är den bergig. Runt La Trinidad är det ganska glesbefolkat, med 50 invånare per kvadratkilometer. Närmaste större samhälle är Zacualpan, 12,0 km öster om La Trinidad. Omgivningarna runt La Trinidad är en mosaik av jordbruksmark och naturlig växtlighet.